# 德馬尼西

德馬尼西

德馬尼西是格魯吉亞南部下卡尔特利大区德馬尼西市鎮的城鎮及其行政中心。距離首都第比利斯85公里，海拔高度1,171米。在1991年和2005年期間，該鎮附近的考古遺址發現180萬年前的人屬化石。

## 外部連結
- 德馬尼西市鎮官方网站 （页面存档备份，存于） （格鲁吉亚文）

41°19′N 44°21′E / 41.317°N 44.350°E